# Foz do Jordão

Foz do Jordão este un oraș în Paraná (PR), Brazilia.